# James Douglas, 3:e markis av Queensberry
James Douglas, 3:e markis av Queensberry, född den 2 november 1697, död den 17 februari 1715, var en sinnessjuk brittisk adelsman, äldste överlevande son till James Douglas, 2:e hertig av Queensberry.
På grund av sin sjukdom, som man inte kunde behandla på den tiden, hölls han inom lås och bom på Queensberry House i Edinburgh, nu en del av parlamentsbyggnaden. När man firade Act of Union 1707 lyckades han komma loss. Tioåringen skall då ha slaktat en kökspojke och grillat honom, och till och med börjat äta, innan han blev upptäckt och omhändertagen..
En novodamus hade utfärdats 1706, enligt vilken faderns titlar, bortsett från den som markis av Queensberry, övergick till hans yngre bror, Charles. Han blev begraven på Calverleys kyrkogård.